# Carlos Tinoco Ribeiro Gomes
Carlos Tinoco Ribeiro Gomes (Campos dos Goytacazes, 23 de janeiro de 1928 – Rio de Janeiro,  15 de janeiro de 2018) foi um general-de-exército brasileiro, ex-Ministro do Exército no governo de Fernando Collor de Mello.

## Anos iniciais da carreira militar
Ingressou em 1946 na Academia Militar das Agulhas Negras, onde graduou-se aspirante-a-oficial de infantaria em 1948.
Entre 1961 e 1963, cursou a Escola de Comando e Estado-Maior do Exército, no Rio de Janeiro, onde permaneceu por mais três
anos, como instrutor. Em 1966, passou a integrar a Missão Militar Brasileira de Instrução no Paraguai. De volta ao Brasil no final de 1968, serviu no Estado-Maior do Exército, já como tenente coronel e, em seguida, fez o Curso de Estado-Maior e Comando das Forças Armadas da Escola Superior de Guerra. Em 1971, passou a servir no Gabinete do Ministro do Exército, general Orlando Geisel.
Como coronel, comandou o 3.º Batalhão de Infantaria de Selva, em São Gonçalo, Rio de Janeiro. Em 1976, tornou-se chefe do Estado-Maior da 2.ª Brigada de Infantaria Motorizada, em Niterói.

## Oficial general
Em 1980, promovido a general de brigada, foi para o Gabinete do ministro do Exército, general Walter Pires de Carvalho e Albuquerque. Entre 10 de setembro de 1981 e 3 de maio de 1984, chefiou o Estado-Maior do II Exército, em São Paulo.
Em seguida, comandou da 4ª Brigada de Infantaria Motorizada, em Belo Horizonte, entre 7 de maio de 1984 e 12 de abril de 1985.
Foi promovido a general de divisão em 31 de março de 1985 e assumiu o comando da 4a Divisão de Exército, também em Belo Horizonte.
Foi Vice-Chefe do Estado-Maior do Exército, entre maio de 1987 e agosto de 1989.
Promovido a general de exército em 31 de julho de 1989, foi Chefe do Departamento-Geral do Pessoal, entre 10 de agosto e 5 de dezembro desse ano.
Em seguida, assumiu o Comando Militar do Sudeste, em São Paulo, que comandou de 21 de dezembro de 1989 até 22 de fevereiro de 1990.
Com a posse de Fernando Collor na presidência da República, assumiu o Ministério do Exército, onde ficou entre 15 de março de 1990 a 6 de outubro de 1992, até a posse de Itamar Franco.
Depois de sua passagem para a reserva, ficou residindo no Rio de Janeiro. Faleceu em 15 de janeiro de 2018, no Hospital Central do Exército.